# Тетартерон
Тетартерон (грец. νόμισμα τεταρτηρόν) — назва для золотих та бронзових монет Візантійської імперії. Золоті монети були у обігу з 960 по 1092 разом з гістаменоном, а бронзові — з 1092 до середини 13 століття.

## Золотий тетартерон

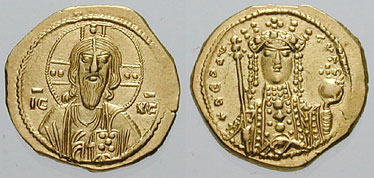
Золотий Тетартерон Феодори (1055—1056)

Ще з часів Констянтина Великого золотими монетами Візантійської імперії були солід чи номізма. Вони також були протягом століть стандартами ваги і вмісту золота. 
Імператор Никифор ІІ Фока (правив 963—969) ввів нову монету легшу чим номізма і яка стала відома як гістаменон. Номізма зменшила свою вагу з 4.5 гр. золота до 4.13 грам та розмір з 20 до 18 міліметрів. Нова монета дістала назву — номізма тетартерон, а старі монети називали номізма гістаменон.
У 11 столітті тетартерон був також 18 мм діаметром, але важив 3.98 гр., тобто три на карати менше як гістаменон, і мав трішки ввігнуту форму. У період з середини 11 століття та до 1080 років вміст золота у монеті сильно зменшується.

## Бронзовий тетартерон

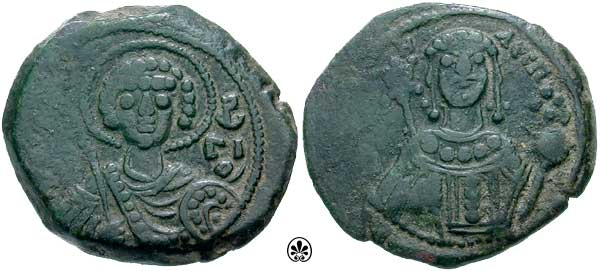
Бронзовий Тетартерон Мануїла I (1143—1180)

Після 1092 року монетну систему Візантії кардинально змінено. Замість девальвованої номізми почали карбувати золотий гіперпірон (4,48 гр).
Бронзовий тетартерон (чи тартерон) має приблизні розміри золотого і має вагу 4 грами. Карбувався у великих кількостях та різних оздобленнях.